# Premier Automotive Group
Premier Automotive Group — структурное подразделение Ford Motor Company, созданное в 1998 году и объединявшее престижные европейские автомобильные бренды: Jaguar/Daimler, Volvo Cars (легковые автомобили), Land Rover, Aston Martin. Подразделение упразднено в связи с реструктурированием Ford Motor Company. Входившие в группу компании проданы:
- Volvo Personvagnar — 2010
- Lincoln — 2007
- Jaguar и Daimler — 2008
- Land Rover — 2007
- Aston Martin и Lagonda — 2007

Premiere Automotive Group закончила 2006 финансовый год с убытком в 327 миллионов долларов. В первую очередь из-за потерь марки Jaguar/Daimler. В 2007 году был продан Aston Martin Дэвиду Ричардсу (концерну LVMH). В связи с тем, что и сама компания Ford Motor испытывала финансовые и организационные проблемы, Jaguar и Land Rover в 2008 году были проданы индийскому автомобилестроителю Tata Motors. В 2010 году Volvo Cars были проданы китайскому автопроизводителю Geely за 1,8 миллиарда долларов.